# Mata Hari (Efendi-dal)
A Mata Hari Efendi azeri énekesnő dala, mellyel Azerbajdzsánt képviseli a 2021-es Eurovíziós Dalfesztiválon Rotterdamban. A dalt belső kiválasztás során nyerte el a dalversenyen való indulás jogát.

## Eurovíziós Dalfesztivál
2020. február 28-án vált hivatalossá, hogy az azeri műsorsugárzó Efendit választotta ki az ország képviseletére a 2020-as Eurovíziós Dalfesztiválon. Március 18-án az Európai Műsorsugárzók Uniója bejelentette, hogy 2020-ban nem tudják megrendezni a versenyt a COVID–19-koronavírus-világjárvány miatt. Az azeri műsorsugárzó jóvoltából az énekesnő lehetőséget kapott az ország képviseletére a következő évben egy új versenydallal. 2021. március 13-án vált hivatalossá a dal címe, míg a versenydalt csak március 15-én mutatták be a dalfesztivál hivatalos YouTube-csatornáján.
Az Eurovíziós Dalfesztiválon a dalt először a május 18-án rendezett első elődöntőben adták elő, a fellépési sorrendben tizennegyedikként, a román ROXEN Amnesia című dala után és az ukrán Go_A Shum című dala előtt. Az elődöntőből a nyolcadik helyezettként sikeresen továbbjutottak a május 22-i döntőbe, ahol fellépési sorrendben huszonegyedikként léptek fel, a Franciaországot képviselő Barbara Pravi Voilà című dala után és a Norvégiát képviselő TIX Fallen Angel című dala előtt. A szavazás során a zsűri szavazáson összesítésben tizenkilencedik helyen végeztek 32 ponttal, míg a nézői szavazáson tizenhetedik helyen végeztek 33 ponttal (Görögországtól, és Azerbajdzsántól maximális pontot kaptak), így összesítésben 65 ponttal a verseny huszadik helyezettjei lettek.